# Feuille de laurier
Pour les articles homonymes, voir Feuille de laurier (outil paléolithique) et Couronne de lauriers.
La feuille de laurier ou laurier-sauce est un aromate méditerranéen issu des feuilles fraîches ou sèches de Laurus nobilis. On en extrait une huile essentielle.

## Risque de confusion
Laurus nobilis ne doit pas être confondu avec ses homonymes le laurier-rose (Nerium oleander) ni avec le laurier-cerise (Prunus laurocerasus) qui sont tous deux toxiques.

## Histoire
L'analyse des distances génétiques entre lauriers-sauce méditerranéens laisse penser qu'il a existé deux zones de domestication assez récente avec deux populations : la zone occidentale (France, Tunisie, Algérie) et l'orientale avec deux sous-populations anatoliennes qui aurait des représentants en Espagne.

### Antiquité
Il est utilisé comme aromatique culinaire durant l'antiquité : Caton met de la feuille de laurier sous ses gâteaux pendant la cuisson, la feuille intervient dans cinq recettes d'Apicius (dans l'huile de Liburne, vase passé à la fumée de laurier pour le garum, autour des crépinettes, dans la cuisson du jambon, et dans le porcelet au laurier - porcellum laureatum) et les baies dans cinq autres (foie-gras, cuissot de sanglier, chevreau au laurier et au lait). À noter qu'il utilise du laurier frais dans le porcelet qui doit « être bourré de laurier vert », dans l'huile ce sont des « feuilles fraîches ».
Quant à son utilisation médicale : « Les anciens le regardaient comme utile dans un grand nombre de maladies... pour combattre tous les poisons, les morsures des serpents, des scorpions et des autres animaux venimeux... pour remédier à l'infection de l'air. À Athènes, des branches de laurier et d'acanthe suspendues à la porte d'une maison, annonçaient qu'elle renfermait un malade... Les buveurs, en mettant des feuilles de laurier dans leur vin, croyaient pouvoir éviter l'ivresse... L'infusion des feuilles excite l'appétit. Cuites dans du vin, on les a appliquées sur des meurtrissures, sur des engorgements, pour les dissiper. » Dictionnaire des sciences médicales (1818).
Les vertus sédatives de la feuille de laurier lui valent son pouvoir divinatoire (la pythie mange du laurier avant de donner ses oracles) et provoquent l'inspiration poétique d'Hésiode,,.

### Époque moderne
En français, le nom de laurier-sauce - qui indique bien son usage - se rencontre depuis la mi XVIIIe siècle. L'Encyclopédie (1765) le mentionne utilisé en Bourgogne. Le traité de Médecine de Vicq d'Azyr et Moreau de la Sarthe (1787) écrit : «Les cuisiniers en mettent dans les sauces, dans les ragoûts d'un goût un peu relevé; s'en servent pour faire cuire les jambons, les pâtés, les poissons de là le nom de laurier-sauce, laurier-jambon... Les feuilles et les baies du laurier doivent-être regardées comme propres à fortifier l'estomac, à faciliter les digestions, à dissiper les vents ». Le terme laurier-jambon tombe en désuétude début XXe siècle, en revanche celui de laurier-sauce est largement utilisé au XXIe siècle,.

## Utilisation
Depuis des milliers d'années la feuille de laurier est utilisé comme aromate alimentaire, source d'huile essentielle et en médecine traditionnelle.

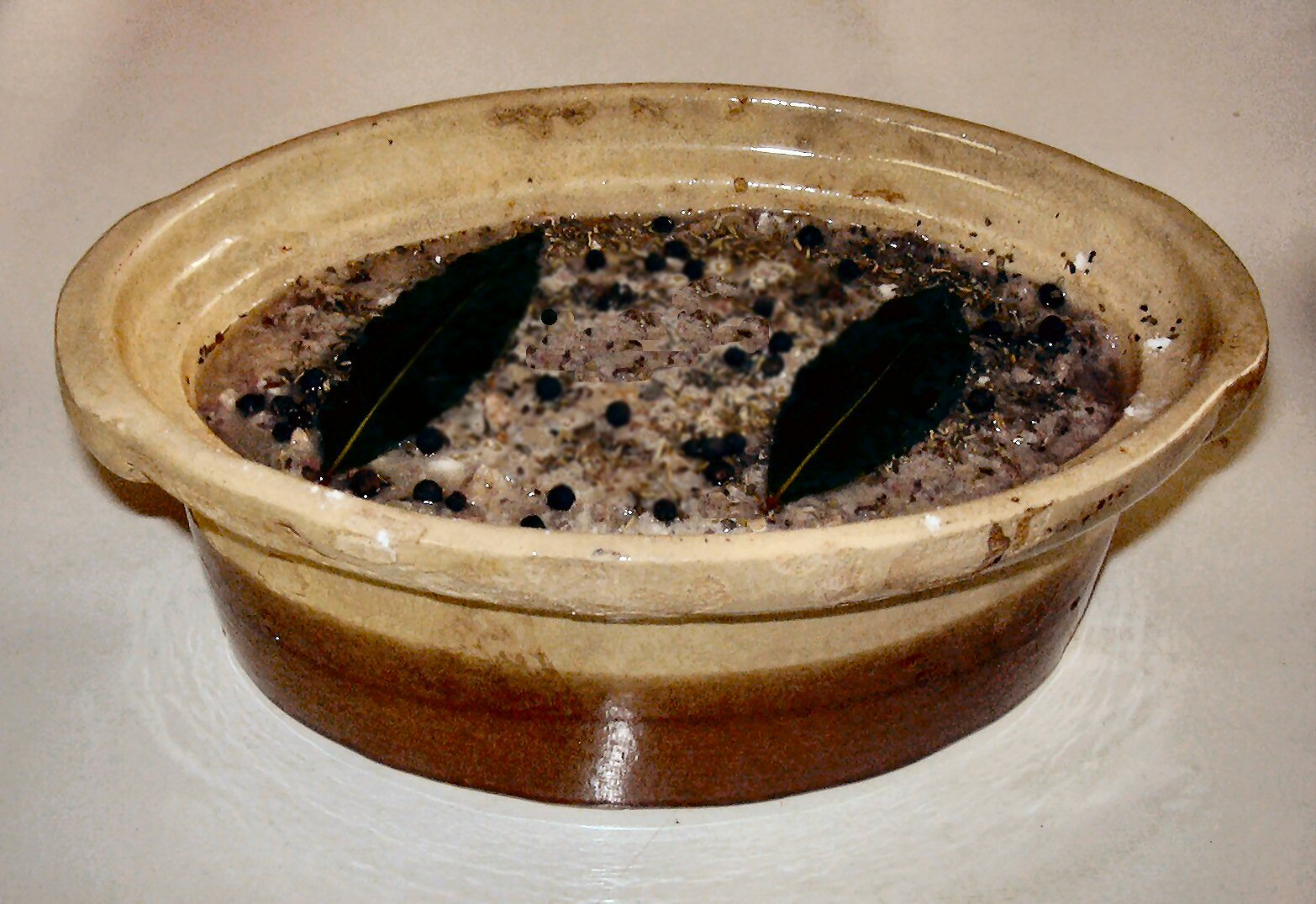
sur une terrine de foie de volaille.

### Aromate
Marie-Pierre Arvy et François Gallouin (2003) énumèrent : « marinades, pâtés, potées, vin chaud , bouquet-garni, court bouillon, terrines, gibiers, crustacés, estouffades, légumes, pot au feu, sauces ». Mais aussi pour cuire les haricots, dans le hachis, dans les huiles, les fromages, les cornichons, avec le gigot, pour conserver et parfumer les figues sèches ou les raisins, pour relever la polenta et les omelettes, pour conserver et affermir le poisson frit à l'huile,,,,.
Et toujours avec son traditionnel associé : le thym.
Le rosolio di alloro (Laurino) est une liqueur de feuille de laurier sicilienne, elles parfument aussi les ratafias et le café des bédouins,,.

### Ethnomédecine
Les propriétés antibactériennes, antifongiques, antidiarrhéique (démontré chez le rat), analgésique, antidiabétiques et anti-inflammatoires de l'infusion de feuilles de laurier sont le plus souvent citées,,,. Les composés phénoliques (antioxydants et antiradicalaires) sont un des principaux groupes de composés actifs.
Une expérimentation (2020) sur trente volontaires a montré qu'un thé de laurier dosé 5 g de feuilles sèches pour 100 ml d'eau administré pendant 10 jours améliore le profil lipidique sanguin.
On attribue aussi à la feuille de laurier des vertus les plus diverses : faire repousser les cheveux ou lutter contre les cheveux gras, soulager les pieds qui transpirent, etc..

## Fraîche ou sèche?
Jerry Traunfeld écrit que la feuille fraîche est « incomparable... si vous n'avez jamais senti une feuille de laurier fraîchement écrasée, votre première impression est une révélation, douce, rafraîchissante avec une touche de muscade et de cardamome, de vanille, de citron et de pin... totalement différente du parfum approximatif de la feuille sèche cassante ». Pour le moins on sait que la congélation et la lyophilisation entraînent des pertes substantielles d'arôme de la feuille de laurier. Le séchage à l'air à température ambiante modifie la composition mais donne le meilleur résultat pour les composés bio-actifs.

## Huile essentielle
L'huile de laurier est une huile volatile extraite par pression des baies de préférence fraîches, elle est utilisée dans le savon d'Alep, alors que l'huile essentielle est extraite de la feuille en général par entraînement à la vapeur,,. On utilise aussi en pharmacie des extraits aqueux, à l'éthanol et l'extrait d'acétate d'éthyle (aux vertus anti-mutagènes).
La feuille de laurier contient de 0,8% à 3% d'huile essentielle. Elle est anticonvulsive, analgésique et anti-inflammatoire chez la souris.
Les principaux composants de l'huile essentielle varient selon la provenance : on mentionne l'eucalyptol ou 1,8-cinéole (18 à 31,9%), l'acétate d'α-terpinyle (13,1 à 21.6%), le sabinène (7,8% à 12.2%), le méthyleugénol aromatique caractéristique (16,9%), le linalol (10,2%), l'α-pinène (4,5%),,.
Ses indications traditionnelles comprennent les bronchites, les sinusites chroniques, les grippes, les mycoses cutanées, gynécologiques et digestives, les gingivites, aphtes et parodontoses.